# Clérac
Clérac település Franciaországban, Charente-Maritime megyében. Lakosainak száma 1026 fő (2022. január 1.). Clérac Bedenac, Cercoux, Montguyon, Orignolles, Saint-Martin-d’Ary, Saint-Pierre-du-Palais és Lapouyade községekkel határos.

## Népesség
A település népességének változása:
| Lakosok száma | 1143 | 1097 | 961  | 932  | 986  | 990  | 977  | 977  | 975  | 1026 |
|               | 1968 | 1982 | 1990 | 2006 | 2013 | 2015 | 2017 | 2019 | 2020 | 2022 |